# Michel Soalhat

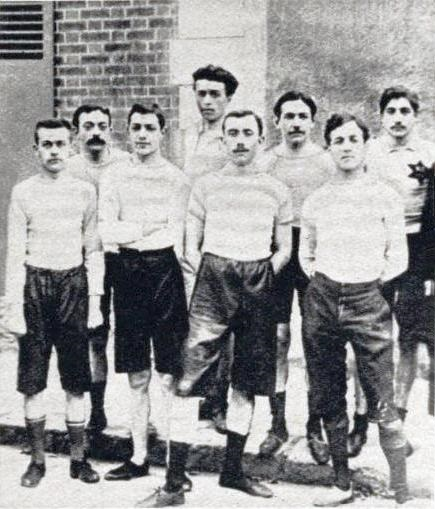
L'équipe du Racing Club de France victorieuse du championnat de France de cross-country en 1896: Albin Lermusiaux -à G., 2e-, Félix Bourdier -au centre, moustachu, 3e-, et Michel Soalhat -3e en partant de la G., vainqueur individuel-.

Michel Soalhat, né le 17 novembre 1875 à Clermont-Ferrand et mort pour la France le 1er octobre 1915  à Saint Hilaire Le Grand, est un athlète français du Racing Club de France.
Sa carrière, ornée de douze titres nationaux, s'étala sur les pistes durant une dizaine d'années, avec une interruption à l'orée des années 1900. 
Il participa aux Jeux olympiques intercalaires de 1906 à Athènes, sur 800, et 1 500 mètres (5e de sa série qualificative).

## Palmarès
Il fut le détenteur des records de France des 800 mètres en 1895 puis 1896, 1 000 mètres en 1896, et 1 500 mètres en 1895 puis 1904.
- Champion de France de cross-country en 1896 et 1897;
  - troisième du Championnat de France de cross-country en 1895.
- Champion de France d'athlétisme:
  - 800 mètres: 1895, 1896, 1904 et 1905;
  - 1 500 mètres: 1894, 1895, 1904 et 1905;
  - 4 000 mètres steeple: 1895 et 1896;
    - 2e du 4 000 mètres steeple en 1894;
- Vainqueur du Challenge du mile avec l'équipe du RCF (associé à de Fleurac et Filiâtre), face à la Société Athlétique de Montrouge, en mai 1904[3].

## Liens externes

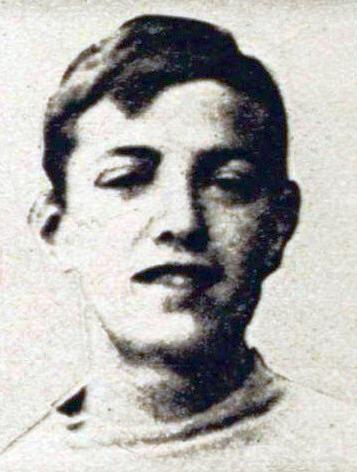
Michel Soalhat vers 1895.